# Frank Hughes
Frank Hughes   (Neligh, 14 de gener de 1881 - Rochester, 28 de juny de 1942) va ser un tirador estatunidenc que va competir a començaments del segle xx.
El 1924 va prendre part en els Jocs Olímpics de París, on va disputar dues proves del programa de tir. Guanyà la medalla d'or en la prova de la fossa olímpica per equips, formant equip amb Frederick Etchen, Samuel Sharman, William Silkworth, John Noel i Clarence Platt, i la de bronze en la prova individual de fossa.